# Наталија Назарова
Наталија Викторовна Назарова (рус. Наталья Викторовна Назарова; Москва, 26. мај 1979) је руска атлетичарка.
Дипломирала је на Московском државном универзитету за физичку културу. Специјализовала је трчрчање на 400 метара укључујући и штафету. Почев од 1999. је деветострука руска и шестострука светска првакиња у овим дисциплимама. За репрезентацију Русије такмичи се од 1999. године. Штафета Русије у чијем саставу је била и Назарова освојила је сребрну и бронзану медаљу на Летњим олимпијским играма.
Носилац је светског рекорда у штафети 4 х 400 м у дворани, а има и најбољи резултат на свету у дисцилини 500 метара у затвореном простору.
Заслужни је мајстор спорта, а награђена је орденом „За заслуги перед Отечеством“ I (2005) и II (2001) степена.

## Значајнији успеси
- 1998
  - Светско првенство у атлетици на отвореном за јуниоре - Анси, Француска.
    - 400 м златна медаља
    - 4 × 400 м сребрна медаља
- 1999
  - Светско првенство на отвореном - Севиља, Шпанија.
    - 4 × 400 м златна медаља

  - Светско првенство у дворани - Маебаши, Јапан.
    - 4 × 400 м златна медаља
- 2000
  - Летње олимпијске игре - Мелбурн, Аустралија.
    - 4 × 400 м бронзана медаља

  - Европско првенство у дворани - Гент, Белгија.
    - 400 м сребрна медаља
- 2002
  - Првенство Русије на отвореном - Чебоксари.
    - 400 м сребрна медаља
- 2003
  - Светско првенство на отвореном - Париз, Француска..
    - 4 × 400 м сребрна медаља

  - Светско првенство у дворани - Бирмингем, Енглеска.
    - 400 м златна медаља
    - 4 × 400 м златна медаља

  - Првенство Русије на отвореном - Тула.
    - 400 м златна медаља

  - Првенство Русије у дворани
    - 400 м златна медаља
- 2004
  - Летње олимпијске игре - Атина, Грчка.
    - 4 × 400 м сребрна медаља

  - Светско првенство у дворани - Будимпешта, Мађарска.
    - 400 м златна медаља
    - 4 × 400 м златна медаља СР 3:23,88

  - Првенство Русије на отвореном - Тула.
    - 400 м златна медаља

  - Првенство Русије
    - 400 м златна медаља НР 49,68
- 2006
  - Светско првенство у дворани - Москва, Русија.
    - 4 × 400 м сребрна медаља
- 2008
  - Светско првенство у дворани - Валенсија, Шпанија.
    - 4 × 400 м златна медаља
    - 400 м сребрна медаља
- 2009
  - Светско првенство на отвореном - Берлин, Немачка..
    - 4 × 400 м бронза медаља
- 2010
  - Светско првенство у дворани - Доха, Катар.
    - 4 × 400 м сребрна медаља

## Лични рекорди
На отвореном
200 метара — 23,01 — Москва, 15/07/1999

400 метара — 49,65 — Тула, 31/07/2004
У дворани
200 метара — 23,10 — Москва, 10/02/1999

300 метара — 37,16 — Москва, 06/01/1999

400 метара — 49,68 — Москва, 18/02/2004

500 метара — 1:07,36 — Москва, 07/01/2004

600 метара — 1:26,35 — Москва, 06/01/2000